# Aussalzen
Aussalzen ist ein Prozess, bei dem wasserlösliche Substanzen durch eine Salzzugabe aus der wässrigen Phase verdrängt werden. Dies kann durch Fällung (Bildung einer festen Phase) oder durch Bildung einer flüssigen organischen Phase geschehen. 
Der physikalische Hintergrund dieses Phänomens ist, dass die Löslichkeit eines Stoffes nicht immer unabhängig davon ist, was sonst noch im Lösungsmittel gelöst ist. Der grundsätzliche Effekt besteht in der Erhöhung der Ionenstärke der wässrigen Phase und der damit einhergehenden Verringerung der Löslichkeit vieler kovalenter oder ionischer Verbindungen.
Das so genannte „Löslichkeitsprodukt“ darf dann nicht mit Konzentrationen (Siehe auch: Henry-Gesetz), sondern muss mit Aktivitäten ausgedrückt werden.

## Seife
Die älteste historische Anwendung ist das Aussalzen des Glycerins mit Natriumchlorid bei der Seifenherstellung. Das Glycerin bildet dabei eine neue Phase, die leicht vom Seifenkern abgetrennt werden kann.

## Salze
Das zugegebene Salz muss hierbei leichter löslich sein als das auszufällende. Ein Beispiel wäre die Bildung von Natriumbenzolsulfonat aus Benzolsulfonsäure und Natriumchlorid. Der Zweck dabei ist die Abtrennung und Reinigung der Benzolsulfonsäure aus dem Synthesegemisch.

## Proteine
Die gebräuchlichsten Salze zum Aussalzen von Proteinen sind Ammoniumsulfat im Zuge einer Ammoniumsulfat-Fällung sowie Kaliumphosphat (siehe auch: Hofmeister-Reihe), da diese stark dissoziierten Verbindungen hochgeladene Ionen ergeben, die eine große Hydrathülle aufbauen.
Durch das Lösen des Salzes binden die Ammonium- und Sulfat-Ionen eine große Anzahl von Wasser-Molekülen. Je mehr Salz gelöst wird, desto weniger Wassermoleküle stehen für die Wechselwirkung mit den Proteinen zur Verfügung. Bei steigender Salzkonzentration können ab einem gewissen Punkt unterschiedliche Proteine nicht mehr in Lösung gehalten werden und bilden einen Niederschlag. Das Aussalzen entspricht also teilweise auch einer Dehydratation.
Da sich Proteine in ihren Lösungseigenschaften unterscheiden, können sie durch diese Methode voneinander getrennt werden (Salz-Fraktionierung). Bestimmte Proteine können jedoch bei zu langsamer oder zu schneller Salzzugabe leicht denaturiert werden. Neben der Salzmenge spielt also auch die Geschwindigkeit der Dehydratation eine entscheidende Rolle. In der Praxis wird das Salz oftmals in trockener Form und in kleinen Mengen zugegeben. Erst nachdem sich das Salz vollständig gelöst hat, wird eine neue Salzportion zugegeben.
Bei kleinen Probenvolumina wird das Salz in Form einer gesättigten Ammoniumsulfat-Lösung tropfenweise beigegeben. Jedoch ist zu beachten, dass sich das Volumen der Probelösung entscheidend vergrößert. Bei einer 50%igen Sättigung wird das Probenvolumen verdoppelt.
Die ausgefällten Proteine können durch Zentrifugieren isoliert werden. Das zugegebene Salz kann durch eine nachgelagerte Dialyse wieder entfernt werden.

## Organische Verbindungen
Eine weitere Anwendung in der organischen Chemie ist die Salzzugabe beim Ausschütteln im Scheidetrichter. Das führt in Fällen einer schlechten Trennung der organischen und wässrigen Phase zu einer besseren Trennung.